# Knackningar
Knackningar en svensk thriller- och skräckfilm som hade premiär den 5 november 2021. Filmen är regisserad av Frida Kempff efter ett manus skrivet av Emma Broström och Johan Theorin, som i sin tur är baserat på Theorins roman med samma namn från 2016.

## Handling
Filmen kretsar kring Molly som efter att hon flyttat in i en ny lägenhet börjar hon höra knackningar från våningen ovanför. Hon övertygad om att någon är instängd mot sin vilja. Hon frågar sina grannar, men i sin jakt på sanningen inser hon snart att ingen tror på henne.

## Rollista (i urval)
- Cecilia Milocco - Molly
- Albin Grenholm - Per
- Ville Virtanen - Kaj
- Krister Kern - Peter
- Alexander Salzberger - Atif
- Charlotta Åkerblom - Judith
- Emil Almén - polis